# Amra Mehmedić
Amra Mehmedić (Zenica, 21 novembre 1981) è un'ex cestista bosniaca.

## Carriera
Con la Bosnia ed Erzegovina ha disputato i Campionati europei del 1999.